# 슈프락헨아틀리에
슈프락헨아틀리에(Das Sprachenatelier Berlin)는 언어, 예술 및 문화 기관으로 문화와의 만남과 창의적인 교류가 결합된 언어 학교이자 스튜디오로 설립되었다.
독일어 강좌를 비롯하여 40 개가 넘는 외국어 강좌, 축제, 영화의 밤, 낭독, 콘서트, 전시회, 워크샵, 정치 토론 및 세미나 등이 마련되어 있다. 이 곳은 이벤트를 조직하여 광범위한 잠재 고객에게 다가 갈 수 있는 예술적이고 창조적인 공간을 제공한다. 과거의 슈프락헨아틀리에에서는 수많은 공연, 연극, 영화 상영, 댄스 및 연극 워크샵 등 다양한 형태의 행사가 개최되었다.
슈프락헨아틀리에의 공간은 다양한 국가의 전문가와 정치 토론 포럼을 위해 정기적으로 사용된다. 또한 매년 정기적인 어학 코스 외에도 슈프락헨아틀리에의 모든 학생들이 참여할 수 있는 광범위한 문화 행사가 늘 있다.

## 건물
베를린 리히텐베르그(Lichtenberg)의 숙련된 석공인 오스카 가베 (Oskar Garbe)는 약 1900년에 성공한 부동산 개발업자였다. 그는 베를린에 구세주의 교회(Erlöserkirche), 사마리아 교회 (Samariterkirche), 다양한 상업용 건물, 카바레 극장 및 몇채의 럭셔리 빌라를 건축했다. 1907년 그는 프랑크 푸르트 거리 (Frankfurter Allee) 40번에 권위있는 주거용 건물을 지었으며, 그것이 오늘날의 슈프락헨 아틀리에가 있는 곳이다. 건축가 한스리페(Hans Liepe)는 1906년에 오스카 가베의 건축 계획을 발전시켰다. 그는 자신이 아파트의 레이아웃을 설계 한 다음 9개의 방이 있는 아파트의 2 층에 살았다.
붉은색 치장용 벽토로 장식된 5층짜리 건물에는 이중 아치형 구조물과 2 층과 3 층에 발코니가있는 4면의 중앙베이가 있다. 안쪽 뜰에는 5 층짜리 흰색 산업 건물이 있다. 정면 외관은 아르누보 스타일로 디자인되었으며 파란 벽돌로 장식되어 있다. 1900년까지 건물을 사용한 사람들은 주로 가구 제조사와 상점이었다. 특히 흥미로운 것은 아르누보 스타일의 풍부하고 아주 잘 보존된 실내 장식이다.

## 인증
슈프락헨 아틀리에 베를린은 베를린 상원, 스웨덴 학생 국제위원회 (CSN), 알리안츠 노르웨이 해외 학생 연합(ANSA) 및 네덜란드의 EBACO에서 공식적으로 인증된다. fadaf의 회원이며 CnaVT, 프랑스어 능력테스트(TCF), Swedex및 모든 telc 시험에 대한 공식 시험 센터이다.
여름 프로그램
매년 6 월부터 8 월 말까지 여름마다 슈프락헨 아틀리에 베를린에서는 학생들을 위한 다양한 문화 프로그램을 제공한다. 어학생들은 월요일부터 금요일까지 매일 진행되는 다양한 여행과 문화 활동 중에서 원하는 것을 선택하여 참여 할 수 있으며, 때때로 주말에 포츠담, 드레스덴, 라이프 치히 등의 베를린 근교 도시로의 주말 여행도 함께 할 수 있다. 평소 여름 프로그램은 베를린에서 즐길 수 있는 관광 및 문화 활동을 포함한다. 다양한 전시회, 레스토랑, 바, 벼룩 시장, 야외 영화관에 방문하기도 하고, 미니 골프, 배구 또는 다른 스포츠를 즐기거나 공원에서 바베큐 파티를 함께하는 등의 다채로운 활동을 한다. 여름 프로그램의 연간 하이라이트는 각자의 재능을 뽐낼 수 있는 재능의 밤이다.

## 추가 프로젝트 및 이벤트
수요 문화 프로그램(Kulturmittwoch)은 여름 외의 시기에 매주 진행되는 문화 프로그램이다. 박물관 방문, 근교 산책, 강의 또는 영화 상영은 독일어 실력을 향상시키고 새로운 인간관계를 만들 수 있는 기회 뿐만 아니라 독일 문화에 대한 통찰력을 제공한다.

### 기타 중요한 행사
2014년
슈프락헨아틀리에 베를린에서 진행된 Polyglot Workshop
"Bê Deng (Sessiz)" - 감독 Rezan Yeşilbaş와의 영화 상영 및 토론
우크라이나의 베를린 거리 예술
세상은 나의 마을이 아니에요.
2013년
문화 금요일: 베를린의 카푸어
2013 슈프락헨아틀리에 재능의 밤
Bledar Mastori와 함께하는 도서 낭독과 전시회
2012년
Nina Bussmann과 함께 하는 도서 낭독
2012 슈프락헨아틀리에 재능의 밤
2011년
Murat Yazar의 "메소포타미아의 얼굴"사진 전시회
벨라루스어의 저녁
2010년
Ilma Rakusa와 함께 하는 도서 낭독
2009년
어선의 악몽 - 아프리카와 유럽 난민 어업 정책
Martin Rosenplänter와 그에 상응하는 결과
저자 Hasnain Kazim과 함께 하는 읽고 토론하기
지방 선거 후 터키 – 유럽으로 가는 길에 여전히 있는가?
2008년
Quando la mafia non esiste - 마피아가 존재하지 않았을 때
"Fragole e Uranio - 딸기와 우라늄"책의 발표
Esmahan Aykol the Sprachenatelier Berlin과 함께 읽기
2008년 8월 5일
영화 "100 steps"(원제"I cento passi") 상영 및 토론
세상은 내 마을이 아닙니다 - 3 차 플랩
2007년
세상은 내 마을이 아니다. - 1차 플랩
Betty Striker의 전시 및 사진
Elma Riza의 사진전
무브먼트 2 in movement 2 - 러시아어 단편 영화 시리즈
일본 주 Japanese Week 2007
Idiosyntactix "상품 생산"
2006년
베를린의 러시아 영화제
2005년
러시아 영화의 날 2005
Os Óculos Brasileiros - 브라질 안경
2004년
폴란드 예술 – 특별전시회

## 언어
슈프락헨아틀리에 베를린에서는 다음과 같은 언어들을 그룹 과정 또는 개인 교습한다.
알바니아어, 아랍어, 아르메니아어, 벵골어, 불가리아어, 카탈로니아어, 중국어, 덴마크어, 독일어, 영어, 에스토니아어, 핀란드어, 프랑스어, 그리스어, 조지아어, 히브리어, 힌디, 이탈리아어, 옛 아일랜드어, 아이슬란드어, 일본어, 스와힐리어, 한국어, 쿠르드어, 라틴어, 라트비아어, 리투아니아어, 몽골어, 네팔어, 네덜란드어, 노르웨이어, 페르시아어, 폴란드어, 루마니아어, 포르투갈어, 러시아어, 슬로바키아어, 스웨덴어, 슬로베니아어, 스페인어, 세르비아어, 크로아티아어, 보스니아어, 태국어, 체코어, 튀르키예어, 우크라이나어, 헝가리어 및 우르두어

## 참고 문헌
1. 베를린, 슈프락헨아틀리에 (2014). "Sprachchule in Berlin," 슈프락헨아틀리에 베를린. 공개 출판. 2015년 4월 22일에 검색됨.
2. 알 수 없음, 알 수 없음 (2014). Karlshorst-online 공개출판 Willkommen in Berlin Karlshorst - Lichtenberg hat einfach mehr zu bieten , https://web.archive.org/web/20150723130514/http://www.karlshorst-online.de/index.php?view=details&id=3155:2501-stadttour-lichtenberg-haus-garbe--ein-jugendstil-denkmal-in-der-frankfurter-allee&option=com_eventlist Willkommen in Berlin Karlshorst - Lichtenberg hat einfach mehr zu bieten , 2015년 4월 22일 검색 됨.
3. Berlin, Sprachenatelier (2014). "Sprachprüfungen in Berlin". 슈프락헨아틀리에 베를린. 공개 출판. 2015년 4월 22일 검색 됨.
4. Vergangene Termine - Aktuelle Termine anzeigen
5. Wiebel, Andreas (2014). Was ist "Die Welt ist nicht mein Dorf"- Kommentare," 공개 출판. 2015년 4월 17일 검색 됨.